# ATP Challenger Santa Cruz
Der ATP Challenger Santa Cruz (offiziell: Bolivia Open) ist ein Tennisturnier, das zwischen 1997 und 2004 sowie seit 2022 in Santa Cruz de la Sierra, Bolivien, stattfindet. Es gehört zur ATP Challenger Tour und wird im Freien auf Sand gespielt.

## Liste der Sieger

### Einzel
| Jahr                         | Sieger                | Finalgegner          | Ergebnis       |
| ---------------------------- | --------------------- | -------------------- | -------------- |
| 2025                         | Alex Barrena          | Franco Roncadelli    | 5:7, 7:5, 6:3  |
| 2024 (2)                     | Juan Manuel Cerúndolo | Álvaro Guillén Meza  | 3:6, 6:1, 6:4  |
| 2024 (1)                     | Camilo Ugo Carabelli  | Murkel Dellien       | 6:4, 6:2       |
| 2023                         | Mariano Navone        | Francisco Comesaña   | 4:6, 7:5, 6:1  |
| 2022 (2)                     | Paul Jubb             | Juan Pablo Varillas  | 6:3, 7:65      |
| 2022 (1)                     | Francisco Cerúndolo   | Camilo Ugo Carabelli | 6:4, 6:3       |
| 2005–2021: nicht ausgetragen |                       |                      |                |
| 2004                         | Mariano Puerta        | Franco Ferreiro      | 6:75, 6:4, 6:3 |
| 1999–2003: nicht ausgetragen |                       |                      |                |
| 1998                         | Gastón Gaudio         | Luis Morejón         | 6:2, 6:3       |
| 1997                         | Guillermo Cañas       | Márcio Carlsson      | 6:2, 4:6, 6:2  |

### Doppel
| Jahr                         | Sieger                                | Finalgegner                                  | Ergebnis         |
| ---------------------------- | ------------------------------------- | -------------------------------------------- | ---------------- |
| 2025                         | Mariano Kestelboim Gonzalo Villanueva | Boris Arias Federico Zeballos                | 6:3, 6:2         |
| 2024 (2)                     | Hady Habib Trey Hilderbrand           | Finn Reynolds Matías Soto                    | 3:6, 6:3, [10:7] |
| 2024 (1)                     | Andrea Collarini Renzo Olivo          | Hugo Dellien Murkel Dellien                  | 6:4, 6:1         |
| 2023                         | Boris Arias Federico Zeballos         | Matías Soto Gonzalo Villanueva               | 6:2, 4:6, [10:7] |
| 2022 (2)                     | Jesper de Jong Bart Stevens           | Nicolás Barrientos Miguel Ángel Reyes Varela | 6:4, 3:6, [10:6] |
| 2022 (1)                     | Diego Hidalgo Cristian Rodríguez      | Andrej Martin Sam Weissborn                  | 4:6, 6:3, [10:8] |
| 2005–2021: nicht ausgetragen |                                       |                                              |                  |
| 2004                         | Enzo Artoni Ignacio González King     | Victor Ioniță Gabriel Moraru                 | 6:3, 6:1         |
| 1999–2003: nicht ausgetragen |                                       |                                              |                  |
| 1998                         | Marcelo Charpentier Andrés Schneiter  | Kepler Orellana Jimy Szymanski               | 6:2, 6:3         |
| 1997                         | Mariano Hood Sebastián Prieto         | Egberto Caldas Adriano Ferreira              | 7:6, 4:6, 6:3    |